# Atlapetes leucopterus
Tico-tico-d'asa-branca ou tico-tico-de-asa-branca (Atlapetes leucopterus) é uma espécie de ave da família Fringillidae, tribo Emberizini.
Pode ser encontrada nos seguintes países: Equador e Peru.
Os seus habitats naturais são florestas secas tropicais ou subtropicais, florestas subtropicais ou tropicais húmidas de baixa altitude, regiões subtropicais ou tropicais húmidas de alta altitude e florestas secundárias altamente degradadas.